# 73º Reggimento fanteria "Lombardia"
Il 73º Battaglione Fanteria d'Arresto "Lombardia" è stata un'unità dell'esercito italiano, erede delle tradizioni e della storia del 73º Reggimento fanteria "Lombardia", che ebbe la sua ultima sede, prima dello scioglimento, ad Arzene.

## Storia
La origini del reparto risalgono al 29 agosto 1859, quando con decreto venne stabilita la costituzione di due nuovi reggimenti di granatieri per dare vita alla Brigata "Granatieri di Lombardia", su 3º e 4º Reggimento, formata da elementi del 1º e del 2º Reggimento "Granatieri di Sardegna".
Il 1º dicembre 1859 venne costituito a Genova il 3º Reggimento Granatieri (Brigata Granatieri di Lombardia) su quattro battaglioni, due dei quali, il II e il IV battaglione ceduti dal 1º Reggimento "Granatieri di Sardegna", che contribuì all costituzione del nuovo reggimento anche con la 2ª e la 4ª compagnia di deposito.
Il reggimento durante le lotte risorgimentali che avrebbero portato alla costituzione del Regno d'Italia ottenne la prima delle sue ricompense alla bandiera con la Medaglia d'argento concessa con Decreto 3 ottobre 1860, per la bella condotta tenuta nell'assalto della Rocca di Spoleto del 17 settembre 1860.
Successivamente il 14 novembre 1860 il reggimento prese parte al combattimento di Mola di Gaeta.
Dopo l'annessione del Regno delle due Sicilie al Regno di Sardegna e subito dopo la proclamazione del Regno d'Italia, il reggimento prese parte alla lotta al brigantaggio scontrandosi, il 28 gennaio 1861, a Bauco, contro una banda di mille uomini e ottenendo la dua seconda ricompensa alla bandiera, che venne decorata di Medaglia di bronzo con Decreto 25 luglio 1861 al 2º plotone della 10ª Compagnia, per essersi distinto nell'operazione contro il brigantaggio a Durazzano nel giugno 1861.
Nel corso della Terza guerra d'indipendenza, il 24 giugno 1866 prese parte alla battaglia di Custoza, portandosi a luglio prima a Treviso e poi a Flumignano, dove venne colto dall'armistizio.
Nel 1870 il reggimento prese parte alle operazioni per la presa di Roma.
Per effetto dell'ordinamento in data 5 marzo 1871 che riordinava l'Arma di Fanteria, dal 1º aprile successivo la brigata divenne Brigata "Lombardia" ed il 3º Reggimento, assegnato alla fanteria di linea, il 1º aprile 1871 assunse la denominazione di 73º Reggimento fanteria "Brigata Lombardia" e, a seguito dello scioglimento delle brigate permanenti, con successivo decreto, il 15 ottobre dello stesso, mutò la sua denominazione il 15 ottobre dello stesso anno, in 73º Reggimento fanteria "Lombardia".
Il 1º novembre 1871, dalla sua prima sede stanziale di Messina, con il I battaglione distaccato a Milazzo, fu trasferito a Salerno, costituendo distaccamenti di compagnia a Matera, a Melfi, a Rionero, a Vallo della Lucania, a Scafati, ad Auletta e a Padula.
Nel corso del 1872 il reggimento proseguì nella campagna contro il brigantaggio in Campania. L'8 dicembre 1872 in seguito a disposizione ministeriale, il Reggimento venne trasferito a Piacenza, con il II battaglione distaccato a Pavia. Nella notte del 13 dicembre 1872, la 12ª compagnia, con un'energica e brillante azione, nei pressi di Padula, riesc' a sgominare la banda "Cappuccino" e a consegnare alla giustizia il capo banda Carbone e il suo luogotenente Retta.
Il 26 marzo 1877 il reggimento è stato impegnato in opere di salvataggio durante l'inondazione del Tanaro, in cui diede prova di abnegazione, testimoniata dalle numerose concessioni di Medaglie al Valor Civile conferite a molti militari del reparto.
Il 27 luglio dello stesso il reggimento venne trasferito ad Alessandria, con distaccamenti a Gavi e a Tortona.
Il 3 settembre 1879 il reggimento venne trasferito in Puglia, a Lecce, con distaccamenti a Taranto, a Lagonegro, a Corato e a Matera.
Dal 2 gennaio 1881, con la ricostituzione delle brigate permanenti tornò ad essere inquadrato con il 74º Reggimento fanteria, nella ricostituita Brigata "Lombardia", riprendendo la denominazione di 73º Reggimento fanteria"Lombardia". Il 23 settembre dello stesso anno la sede del reggimento venne spostata a Spoleto, con distaccamenti a Terni e a Narni.
Il 25 agosto 1884 e sino al 20 ottobre dello stesso anno, in seguito a ordine del Ministero della Guerra, inviò sei compagnie per costituire un cordone sanitario a Sarzana, in occasione dell'epidemia di colera scoppiata a La Spezia. Il 5 novembre dello stesso anno il Reggimento venne trasferito, via ordinaria, a Novara, sua nuova guarnigione.
Il 1º gennaio 1885 il Reggimento giunse a Novara; nel corso dello stesso anno, 20 agosto prese parte alle grandi manovre della Brigata "Lombardia" e il 12 settembre ricevette l'onore della rassegna da parte del Re d'Italia Umberto I.
Il 28 settembre 1887 viene destinato al presidio di Vercelli, con distaccamento a Pallanza.
Nell'agosto del 1892 il reggimento venne trasferito a Ivrea, con distaccamenti a Biella, a Cuorgnè e a Châtillon.
Nel 1895, durante la Campagna d'Eritrea il reggimento concorre alla formazione dell'VIII e del X battaglione "Adua", con 4 ufficiali e 203 militari di truppa.
Il 28 settembre 1897 il reggimento venne destinato alla guarnigione di Messina, sua prima sede, costituendo distaccamenti a Caltanissetta e a Castrogiovanni. Dal 2 al 14 maggio 1898 il Reggimento venne impegnato in servizio d'ordine pubblico durante i moti popolari di Messina e il 24 agosto dello stesso anno prese parte alle operazioni di soccorso alla popolazione colpita dal terremoto, che aveva distrutto l'abitato di Rometta.
Il 23 settembre 1901 il Reggimento venne trasferito a Bergamo, con distaccamento a Sondrio. Il 1º dicembre giunse al 73º Reggimento fanteria Angelo Roncalli futuro Papa Giovanni XXIII, ammesso al volontariato di un anno, congedatosi poi col grado di sergente il 30 novembre 1902.
Per la Campagna di Libia del 1911-12, il Reggimento invia 6 ufficiali e 667 uomini, inquadrati in varie Unità.

### Nella prima guerra mondiale (1915-1918)
All'entrata in guerra dell'Italia nel primo conflitto mondiale il reggimento era ordinato su tre battaglioni, ognuno con quattro compagnie fucilieri ed una sezione mitragliatrici.
La sede del Reggimento in tempo di pace era ad Alba, i distretti di reclutamento erano Avellino, Ferrara, Foggia, Lecco, Padova, Palermo, Pesaro, Piacenza, Rovigo, Taranto, Treviso. Furono più di 10000, i soldati morti, ferriti e dispersi durante la prima guerra mondiale.
All'entrata in guerra dell'Italia contro l'Impero austro-ungarico il Reggimento era schierato nei pressi di Udine, assieme alla Brigata di cui faceva parte, varcando il 24 maggio 1915, nella notte, il confine e avanzando verso la testa di ponte di Gorizia. Il 29 maggio venne a contatto col nemico e nell'estate del 1915 prese parte alla prima e alla seconda battaglia dell'Isonzo.
Nel mese di ottobre, dopo un breve periodo di riposo, rientrò in linea nel settore di Oslavia attaccandone le alture, partecipando, tra il 18 ottobre e il 4 novembre 1915 alla terza battaglia dell'Isonzo.
Il 23 gennaio 1916, dopo un ulteriore periodo di riposo, la Brigata "Lombardia" venne impiegata sul Sabotino. Il 15 maggio, all'inizio dell'offensiva austriaca in Trentino, la Brigata fu inviata sull'altopiano di Asiago.
Nei primi giorni del mese di luglio, per ripristinare le perdite subite, scese a riposo nei pressi di Vicenza. Il 2 agosto venne destinato al fronte dell'Isonzo, giungendo a Cervignano e da qui inviato alle pendici meridionali del Monte San Michele, prendendo parte a partire dal 6 agosto alla Battaglia di Gorizia. Il 9 agosto attaccò in direzione del Vipacco, che raggiunse dopo tenace combattimento col nemico, catturando circa 600 prigionieri e molto materiale e, proseguendo l'avanzata fra poderosi trinceramenti, il 10 agosto occupò Rubbia. Il 12 agosto al comando del Colonnello Filippo Martinengo il 73º Reggimento, spinto all'attacco delle trincee sulle alture di quota 212 del Nad Logem, costrinse alla resa il battaglione nemico che le difendeva. L'anniversario della conquista del Nad Logen del 12 agosto 1916 da allora è il giorno della festa del Reggimento.
Il 14 settembre il Reggimento fu presente alla Settima battaglia dell'Isonzo (14-18 settembre) e il 31 ottobre, alla ripresa dell'offensiva della Nona battaglia dell'Isonzo (31 ottobre - 4 novembre) si lanciò impetuosamente contro le posizioni del Pecinca, conquistandole e mantenendole poi con saldezza ai ritorni offensivi del nemico. Il 2 novembre, con un nuovo sbalzo, si rafforzò sul costone sud-occidentale del Dosso Faiti: durante l'azione oltre 1000 prigionieri e abbondante materiale restano nelle mani italiane; le perdite, però, furono ingenti: insieme al gemello 74°, si ebbero 1400 uomini fuori combattimento, dei quali 32 ufficiali. Per le magnifiche prove di valore, riconosciute persino dall'avversario, i due Reggimenti meritarono la concessione della più alta onorificenza al valor militare, la Medaglia d'oro, concessa con Decreto 28 dicembre 1916.
Il 21 maggio 1917 il Reggimento era presente nel settore di Castagnevizza: nei combattimenti che seguirono la Brigata "Lombardia" ebbe 2900 uomini fuori combattimento, di cui 78 ufficiali. Il 19 agosto, dopo un turno di riposo a Castelfranco Veneto, ritornò in linea nel settore del Faiti, all'inizio dell'Undicesima battaglia dell'Isonzo (17 agosto - 12 settembre), assaltando, sino al 25 agosto, le antistanti posizioni nemiche, perdendo nella lotta oltre 1200 uomini di truppa e 61 ufficiali. Alla fine di agosto venne sostituito in trincea per essere riordinato e, successivamente, rinviato in trincea a Monfalcone.
Il 19 ottobre venne trasferito a Codroipo a riposo, dove venne colto dall'avanzata austriaca successiva alla disfatta di Caporetto, in conseguenza della quale il 29 ottobre, il Reggimento venne trasferito per Spilimbergo, Pinzano e Forgaria sulle alture di riva destra del Tagliamento. Il 2 novembre, avendo il nemico forzato il Ponte di Cornino, difeso da altri reparti, la Brigata "Lombardia" ne sostenne l'urto nei pressi di San Rocco di Forgaria, ritardandone l'avanzata. Il 6 novembre sostenne un altro combattimento, per evitare l'accerchiamento da parte del nemico, ma, ridotta per le ingenti perdite a poco più di due battaglioni, non riuscì a disimpegnarsi e fu costretta a cedere, tranne alcuni reparti, che riuscirono a ripiegare in direzione di Conegliano. Nel mese di dicembre la Brigata "Lombardia" venne ricostituita, prima nei pressi di Padova e poi di Treviso.
Il 29 gennaio 1918 la Brigata "Lombardia" fu trasferita nel settore orientale del Grappa. Il 17 giugno, mentre era in corso la battaglia del Piave (15 - 24 giugno), si portò sul Montello, entrando in azione il 19 giugno, concorrendo con energici contrattacchi a ricacciare il nemico che, nel pomeriggio del 23 giugno, iniziò il ripiegamento. Successivamente, dalla zona del Montello, dove rimase fino a luglio, ritornò sul Monte Grappa, rimanendovi sino alla battaglia di Vittorio Veneto alla quale prese parte al comando dal colonnello Enrico Lettel (1868-1923) sotto gli ordini del Brigadier Generale Marcello De Luca, comandante della Brigata "Lombardia", concorrendo attivamente all'inseguimento del nemico.
Alla guida del Reggimento nel corso del conflitto si sono avvicendati i seguenti comandanti:
- Colonnello Angelo Como Dagna Sabino, dal 24 maggio al 23 luglio 1915;[3]
- Tenente colonnello Venanzio Magrini, dal 24 luglio al 30 novembre 1915;
- Colonnello Filippo Martinengo, dal 1º dicembre 1915 al 21 luglio 1917;
- Tenente colonnello Giuseppe Cussino, dal 25 luglio al 4 novembre 1917;
- Tenente colonnello Eugenio Biancotti, dal 30 novembre 1917 al 10 maggio 1918;
- Colonnello Enrico Lettel, dal 30 giugno 1918 al termine della guerra.

Dal 1915 al 1918, quale volontario, prestò servizio nel 73º Reggimento fanteria "Lombardia" il futuro Presidente della Repubblica Giovanni Gronchi, la cui partecipazione alla Grande Guerra è stata premiata con molti encomi e con la concessione di tre Medaglie d'argento al valor militare.

### Tra le due guerre mondiali
Dopo il primo conflitto mondiale, con circolare n° 109 del 19 febbraio 1920, venne adottata per tutti gli appartenenti alla Brigata "Lombardia" la cravatta azzurra, in quanto eredi ed emuli dei gloriosi "Granatieri di Lombardia", con il colore azzurro che simboleggia fedeltà, onore e valore.
Nel febbraio 1922 la sede del Reggimento venne spostata a Pola, con distaccamenti a Parenzo, a Rovigno, a Cherso e a Lussino.
Con l'applicazione della legge 11 marzo 1926 sull'ordinamento del Regio Esercito, prese la denominazione di 73º Reggimento fanteria "Lombardia" ed a seguito della formazione delle Brigate su tre reggimenti viene assegnato alla XV Brigata di Fanteria insieme al 74º Reggimento fanteria "Lombardia" ed al 26º reggimento fanteria "Bergamo"; nella circostanza viene articolato su tre battaglioni uno dei quali proviene dal disciolto 39º Reggimento fanteria.
il 6 aprile 1929 la sede del Reggimento venne spostata a Fiume, con distaccamenti a Pisino e a Cervignano del Friuli.
In occasione della campagna d'Etiopia del 1935-36, prese parte al conflitto, fornendo a reggimenti e reparti vari mobilitati 20 ufficiali e 224 soldati.
Il 24 maggio 1939 il 73º Reggimento fanteria "Lombardia", nella sede di Fiume, assunse l'ordinativo di 25º Reggimento fanteria "Bergamo" e ne ereditò la Bandiera, mentre il 12º Reggimento fanteria "Casale", nella sede di Trieste, assunse l'ordinativo di 73º Reggimento fanteria "Lombardia", ricevendone la Bandiera e le mostrine e inquadrato nella Divisione di fanteria "Lombardia" (57ª) della quale facevano parte anche il 74º Reggimento fanteria e il 57º Reggimento artiglieria per Divisioni di fanteria.

### Nella seconda guerra mondiale (1939-1945)
Il 10 giugno 1940, giorno dell'entrata in guerra dell'Italia nel secondo conflitto mondiale, il reggimento aveva in organico comando e compagnia comando, tre battaglioni fucilieri, compagnia mortai da 81, batteria armi di accompagnamento da 65/17.
Nel corso del conflitto il Reggimento ha operato dal 1941 in seguito all'occupazione della Jugoslavia da parte delle forze dell'Asse nella penisola balcanica, con compiti di presidio delle comunicazioni con il fronte greco-albanese, a Delnice e successivamente a Karlovac e in Slovenia, con compiti di ordine pubblico e controguerriglia, distinguendosi sempre per il coraggio e il sacrificio dei suoi fanti. Numerosi furono i rastrellamenti contro azioni di sabotaggio che in territorio jugoslavo coinvolgevano anche le popolazioni civili.
Il 17 ottobre 1942 il pronto intervento del Reggimento, disimpegnò il Reggimento "Cavalleggeri di Alessandria", attaccato all'improvviso da soverchianti bande partigiane, durante l'abbeveramento dei cavalli.
L'8 settembre 1943 il Reggimento si trovava in Croazia, isolato dai Comandi e senza ordini, se non quello di cessare le ostilità e di guadagnare il confine e a seguito degli eventi che determinarono l'armistizio, nel tentativo di portarsi verso Fiume, dopo aver reagito agli attacchi di superiori, forze tedesche e dalle organizzazioni jugoslave di opposte tendenze quali ustascia croati, domobrani sloveni, cetnici, partigiani titini e di Draža Mihailović, il 14 settembre venne sciolto dopo una lunga marcia di 250 chilometri a Villa del Nevoso.
Alla guida del Reggimento dal 1926 all'armistizio dell8 settembre 1943 si sono avvicendati i seguenti comandanti:
- Colonnello Marziano Rocco
- Tenente colonnello Ennio Zadotti
- Colonnello Mario Tavolaj
- Colonnello Mario Pecchio Rosto
- Colonnello Costatino Corsini
- Tenente colonnello Adolfo Antoniazzi
- Colonnello Luigi Biasucci
- Colonnello Luigi Maggiore Perni
- Colonnello Giovanni Faccin
- Colonnello Luigi Romano
- Colonnello Michele Russo
- Colonnello Fabio Besta
- Colonnello Michele Russo
- Tenente colonnello Salvatore Vetrano

### 73º Reggimento fanteria d'arresto "Lombardia"
Il 1º gennaio 1963 venne ricostituito ad Arzene, all'epoca in provincia di Udine, il 73º Reggimento fanteria d'arresto "Lombardia", sostituendo nei compiti e nelle funzioni il 1º Raggruppamento da posizione, che cessava di esistere dal 31 dicembre 1962, restando inquadrato, come il precedente 1º Raggruppamento da posizione, nei Supporti del Comando Designato della 3ª Armata.

Fregio dell'Arma di Fanteria dell'Esercito Italiano (usato per la Fanteria di Linea)

Il 1º dicembre 1971, in seguito allo scioglimento del Comando della 3ª Armata, il Comando di fanteria di tale Grande Unità, insieme al 73º Reggimento fanteria d'arresto "Lombardia" e al Reggimento lagunari "Serenissima", passano alle dipendenze del V Corpo d'armata. A tale data il 73º Reggimento fanteria d'arresto, che presidiava le opere del Tagliamento da Trasaghis a Latisana, aveva la seguente configurazione organica:
- Comando - presso la caserma "Tagliamento" ad Arzene (PN)
- II battaglione - presso la caserma "Luigi Bevilacqua" a Spilimbergo (PN)
- IV battaglione - presso la caserma "Carlo Alberto Radaelli" a Latisana (UD).[7]

### LXIII Battaglione fanteria d'arresto "Lombardia"
Il 1º novembre 1973 il Reggimento venne contratto a livello di battaglione e ristrutturato nel LXIII Battaglione fanteria d'arresto "Lombardia", articolato su quattro compagnie, ereditando Bandiera, Cravatta azzurra e tradizioni dal disciolto Reggimento.
Il 1º marzo 1974 con lo scioglimento del Comando di Fanteria del V° Corpo d'armata, il LXIII Battaglione fanteria d'arresto "Lombardia" venne inquadrato nella Divisione corazzata "Ariete", con sede a Pordenone.

### 73º Battaglione fanteria d'arresto "Lombardia"
Con la profonda ristrutturazione dell'Esercito Italiano del 1975, che aboliva il livello reggimentale vennero creati più battaglioni autonomi.
Il 1º ottobre 1976 sulla base dei Quadri e dei Fanti del LXIII Battaglione fanteria d'arresto "Lombardia", venne costituito il 73º Battaglione fanteria d'arresto "Lombardia", che ereditava la Bandiera, le tradizioni, il motto, le mostrine e il nome dal 73º Reggimento fanteria d'arresto "Lombardia", e il 74º Battaglione fanteria d'arresto "Pontida", in posizione quadro, con sede a Latisana, che ereditava la Bandiera e le tradizioni del 74º Reggimento fanteria "Lombardia".
La sede del 73º Reggimento fanteria d'arresto "Lombardia" era ad Arzene presso la caserma "Tagliamento", con un distaccamento a Latisana presso la caserma "Radaelli", restando inquadrato nella Divisione "Ariete".
Il 73º Battaglione fanteria d'arresto "Lombardia" si distinse nelle operazioni di soccorso alle popolazioni colpite in occasione del terremoto del Friuli del 1976, assicurando la propria presenza nell'abitato di Gemona, concorrendo all'opera di estrazione delle salme e alla rimozione delle macerie. Inoltre, fornì i primi mezzi per il sostentamento logistico dei superstiti. Nello stesso periodo inviò una compagnia nell'abitato di Clauzetto, assumendo in proprio l'organizzazione logistica dell'abitato. Per la sua condotta in questo frangente, la Bandiera del battaglione è stata decorata con la Medaglia d'argento al valore dell'Esercito.
Il 1º ottobre 1986 con l'abolizione del livello divisionale da parte dell'Esercito Italiano delle Divisioni, il Battaglione passa alle dipendenze della Brigata "Garibaldi". Il 10 ottobre il Battaglione viene posto in posizione "quadro" per essere sciolto il 31 dicembre 1986 e la Bandiera versata al Sacrario delle bandiere del Vittoriano di Roma, con la caserma "Tagliamento" di Arzene che passa al 120º Battaglione fanteria d'arresto "Fornovo" che, da tale data, avrebbe eseguito sino al suo scioglimento, avvenuto nel 1991, la manutenzione delle opere della fanteria d'arresto dislocate sul fiume Tagliamento.

## Onorificenze
Il 73º Reggimento fanteria "Lombardia" è decorato delle seguenti onorificenze:

### Decorati
Ordine militare di Savoia
- Capitano Mario De Maio —  Cavaliere dell'Ordine militare di Savoia - q. 265, Veliki Hribach, 14 - 16 settembre 1916
- Colonnello Filippo Martinengo —  Cavaliere dell'Ordine militare di Savoia — Veliki Hribach - Dosso Fajti, 1-2 novembre 1916.

Medaglie d'oro al valor militare
- Sottotenente Spiro Xidas Tipaldo da Trieste

- Maggiore Ramiro Ginocchio da La Spezia

- Maggiore Luigi Lama da Aosta (Torino)

- Sottotenente Decio Filipponi da Roma

## Stemma
Lo Stemma è stato conferito con Decreto 19 luglio 1966.
Scudo: Inquartato.
- 1° quarto - d'azzurro caricato da una granata d'oro fiammeggiata al naturale, simboleggia il vincolo di dipendenza del Corpo da un reggimento granatieri;
- 2° quarto - in rosso su pezza d'argento,, tratto dallo stemma della città di Milano, capoluogo della Lombardia, per richiamare la denominazione originaria del reggimento e le fonti di reclutamento dello stesso;
- 3° quarto - vi è rappresentato il castello, a ricordo dell'assalto alla Rocca di Spoleto che fu motivo di concessione della prima ricompensa al valor militare alla Bandiera dell'allora 3º Granatieri di Lombardia;
- 4° quarto - d'azzurro, un falcone su sei monti all'italiana ripresi dallo stemma di Monfalcone per simboleggiare la zona carsica, dove l'unità si è coperta di gloria nel corso della prima guerra mondiale

Il tutto abbassato da un capo d'oro che ricorda la massima ricompensa al valor militare che fregia la Bandiera del reggimento.
Corona turrita
Ornamenti esteriori:
lista bifida: d'oro, svolazzante, collocata sotto la punta dello scudo, incurvata con la concavità rivolta verso l'alto, riportante il motto: "ACERRIMUS HOSTIBUS".
onorificenza: accollata alla punta dello scudo con l'insegna dell'Ordine Militare d'Italia pendente al centro del nastro con i colori della stessa.
nastri rappresentativi delle ricompense al Valore:

## Insegne e Simboli del 73º Reggimento fanteria "Lombardia"
- Il Reggimento indossava il fregio della Fanteria (composto da due fucili incrociati sormontati da una bomba con una fiamma dritta). Al centro, nel tondino era riportato il numero "73".
- Le mostrine del reggimento erano rettangolari di colore bianco con banda centrale azzurra. Alla base della mostrina si trova la stella argentata a 5 punte bordata di nero, simbolo delle forze armate italiane.
- La cravatta della divisa invernale era di colore azzurro. Da qui il termine dei fanti appartenenti al 73°: cravatte azzurre.

## Motto del Reggimento
"Acerrimus hostibus" Il significato del motto del reggimento è: "Fortissimo contro i nemici".

## Festa del Reggimento
- La festa del reggimento si svolge il 12 agosto - anniversario del combattimento di q. 212 di Nad Logem (1916).

Da qualche anno, la festa del reggimento, si svolge l'ultima domenica di agosto.

## Denominazioni
- 01.12.1859 - 01.04.1871: 3º Reggimento "Granatieri di Lombardia"
- 01.04.1871 - 15.10.1871: 73º Reggimento Fanteria
- 15.10.1871 - 02.01.1881: 73º Reggimento Fanteria "Lombardia"
- 02.01.1881 - 11.03.1926: 73º Reggimento Fanteria
- 11.03.1926 - 24.05.1939: 73º Reggimento Fanteria "Lombardia"
- 24.05.1939: 73º Reggimento Fanteria "Lombardia" si trasformò in 25º Reggimento Fanteria "Bergamo"
- 24.05.1939: 12º Reggimento Fanteria "Casale" si trasformò in 73º Reggimento Fanteria "Lombardia"
- 24.05.1939 - 14.09.1943: 73º Reggimento Fanteria "Lombardia"
- 01.01.1963 - 01.11.1973: 73º Reggimento Fanteria d'Arresto "Lombardia"
- 01.11.1973 - 01.10.1976: LXXIII Battaglione Fanteria d'Arresto "Lombardia"
- 01.10.1976 - 31.12.1986: 73º Battaglione Fanteria d'Arresto "Lombardia"

## Persone legate al Reggimento
- Giovanni XXIII
- Giovanni Gronchi
- Carlo Speroni